# 佐藤恭子 (キュレーター)
佐藤 恭子（さとうきょうこ、1971年 - ）は、ニューヨーク在住のキュレーター、アートコンサルタント。ニューヨークのホワイトボックス・ハーレム（非営利のアート機関）でアジア部門プログラム・ティレクターを務める。

## 概要
兵庫県生まれで小学生の頃は中米コスタリカで過ごす。1995年、早稲田大学第一文学部美術史学専修卒業。卒論のテーマはジャクソン・ポロック。NHK関連会社の国際メディア・コーポレーション（MICO）内に事務局が設置された1996年開催の「縄文まほろば博」で、展示ディレクターを経験する。1999年から2002年にはNHKエンタープライズ21でプロデューサーを務め、イベントや番組を制作し、代表的な仕事にヘア・ファッションショー「表参道コレクション」の初代プロデューサーがある。2002年に渡米、2005年から2017年頃まで朝日新聞社文化事業部のアソシエイト・プロテューサーとして全米主要美術館と博物館との交渉とリサーチを担当。2016年からアジア最大のオンライン・ギャラリーのタグボート（東京）に「ニューヨーク・スタンダード」プロジェクトを持つ。2018年にホワイトボックス・ハーレムのアジア部門プログラム・ディレクターに指名される。

## 展覧会企画
- 1996年　「縄文まほろば博」展示ディレクター（主催：NHK、朝日新聞社、青森県など）
- 2006年　「大英博物館ミイラと古代エジプト展」ヒューストン自然科学博物館でリサーチ（主催：朝日新聞社など）
- 2011年　「東日本大震災報道写真展」キュレーター、ニューヨーク開催（主催：ニューヨーク・日本クラブと朝日新聞社、後援：在ニューヨーク日本国総領事館）、スペイン4都市の開催（主催：FNACと朝日新聞社）
- 2014年　「ジャポニズム・イン・コンテンポラリーアート展」キュレーター（主催：ニューヨーク・日本クラブ）
- 2014年　「スピノサウルス展」ワシントンDCのナショナルジオグラフィック博物館でリサーチ
- 2014年　「メトロポリタン美術館古代エジプト展　女王と女神」企画立案、借用交渉、コーディネート、図録翻訳（主催：東京都美術館、神戸市立博物館、メトロポリタン美術館、朝日新聞社など、特別助成：アメリカ合衆国大使館、後援：外務省と文化庁）約200点を日本初公開、約30万人を動員。
- 2015年　日韓国交正常化50周年記念展「Re: Kontemporary 発酵した魂」キュレーター。（ニューヨーク・ウォーターフォールギャラリー、後援：国連人口基金）
- 2016年　「日本の復興力展」（ニューヨーク・日本クラブ）キュレーター。（主催：ニューヨーク・日本クラブ、後援：復興庁・国連日本政府代表部・在ニューヨーク日本国総領事館・国際交流基金日本文化センター）
- 2016年　「私のケアが必要ね」展（ウォーターフォールギャラリー）コントリビューター。東日本大震災後の福島を撮影し続けている写真家、岩波友紀の本展への展示作品をニューヨークの国際写真センター（ICP）のコレクションに入れる。
- 2016年　ブルックリンの屋外大映像展示プロジェクト「ライト・イヤー14 ジャパン・パレード」キュレーター。（主催：ニューヨーク・３＿サーチ、後援：在ニューヨーク日本国総領事館）小瀬村真美、鳥光桃代、Who-Fuなど日本人アーティスト８組を特集し、最多動員数を獲得。
- 2016年　小松美羽のニューヨーク初展示（ウォーターフォール・ギャラリー「持続する命」展）とライブペインティング（日本クラブ）のキュレーター。ライブペインティング作品「生命の起源」を４ワールドトレードセンターのコレクションに入れる。
- 2018年　ホワイトボックス・ローワーイーストサイド（ニューヨークの非営利アート機関）の創立者ファン・プンテスが企画した20周年記念展シリーズ「EXODUS」シリーズ1本目の日本展「大きな世界を求めて：日本人アーティストとニューヨーク　1950年代から現在」キュレーター。（特別協賛：石橋財団、協賛：国際交流基金ニューヨーク日本文化センターなど）国吉康雄、草間彌生、オノヨーコ、久保田成子[2]、千住博、杉浦邦恵、杉本博司、村上隆、篠原有司男、松山智一、小松美羽を含む55人の足跡を紹介する。
- 2018年　コシノヒロコのニューヨーク初個展「コシノヒロコ：バウハウスの香り」展キュレーター（ホワイトボックス・ローワーイーストサイド）メトロポリタン美術館コスチューム・インスティチュートのマネキンを借用して展示し、コシノのファッション工科大学でのレクチャーを企画。
- 2019年　「中島興」展示とスクリーニング、オーガナイザー。（ホワイトボックス・ハーレム、XFRコレクティブとコラボラティブ・カタロギング・ジャパン/CCJの共催）
- 2019年　トークイベント「表現の不自由、2019あいちトリエンナーレのレポート」を富井玲子と共同企画。（ホワイトボックス・ハーレムとポンジャ現懇の共催）
- 2019年　ニューヨークのパフォーマンスアートの祭典パフォーマ19「ルカ・ヴェジェッティ：フォース・キャラクター」キュレーター。（ホワイトボックス・ハーレム、協賛：野村アメリカ基金、伊藤園北米など）
- 2020年　「アウトローの画家」オーガナイザー。（ホワイトボックス・ハーレム、キュレーターはウィルズ・ベーカー）長谷川利行、麻生三郎、宮崎進、松本竣介を紹介。（協賛：ジョナサン・D・ルイス・ファンデーション、ビショップ・ファミリー・ファンデーション）

## 批評・審査活動
- 2017年　第32回チェルシー国際ファインアート・コンペティション（アゴラギャラリー）審査員
- 2017年　ロードアイランド・スクール・オブ・デザイン　修了プログラムの批評
- 2017年、2018年　ローニン・グローバス・アーティスト・イン・レジデンス・プログラム大使
- 2019年からローニン・グローバス・アーティスト・イン・レジデンス・プログラム　審査員
- 2019年　ニューヨーク・アートレジデンシー・アンド・スタジオ（NARS）の批評
- 2019年　レジデンシー・アンリミテッド（RU、ニューヨーク）の批評

## 寄稿
- 日英バイリンガル雑誌　ONBEAT（東京、78カ国で販売）
- 週刊NY生活（ニューヨーク）